# Marie van Heel
Gerard Louis van Heel (15 luglio 1906 – 9 marzo 1997) e 
Marie Gertrude van Heel, nata Gelderman, detta Molly (7 settembre 1908 – 23 giugno 1993), sono state due persone olandesi che, durante il secondo conflitto mondiale, nascosero due bambine ebree nella loro casa a Eindhoven.

## Biografia
Marie van Heel-Gelderman e l'ebrea Dora Kann, entrambe residenti a Eindhoven, erano amiche sin dai tempi della scuola. Nel 1942, quando vennero emanate le leggi razziali anche nei Paesi Bassi, Marie propose all'amica di nascondere le sue due figlie, Judith e Elise, rispettivamente 8 e 11 anni. Nel novembre dello stesso anno, le due ragazzine andarono a vivere a casa di Marie e del marito Gerard, dove rimasero sino alla liberazione della città, avvenuta nel 1944. Il fratello di "Molly", Joan Gelderman (18 novembre 1918 - 4 settembre 1944), si offrì di aiutarli. Le sorelle Kann vennero presentate come due sopravvissute ai bombardamenti aerei su Rotterdam e iscritte ad una normale scuola elementare cristiana della zona. Poco prima della fine della guerra, i van Heel furono costretti ad ospitare in casa un ufficiale del Sicherheitsdienst, il servizio segreto olandese, che fortunatamente riuscirono a convincere sul fatto che le due bambine provenivano da Rotterdam. Nel 1944, poco prima della liberazione, il fratello Joan venne catturato e giustiziato. Dopo la guerra Judith e Elise andarono a vivere dalla nonna, anche lei rimasta in clandestinità durante la guerra. I loro genitori non sopravvissero alla Shoah. Il 13 febbraio del 1968 Gerard, Marie e il defunto Joan ricevettero la nomina a Giusti tra le nazioni.